# والت وليامز
والت وليامز (بالإنجليزية: Walt Williams)‏ هو لاعب كرة قدم أمريكية أمريكي، ولد في 10 يوليو 1954 في Bedford Hills, New York ‏ في الولايات المتحدة.

## وصلات خارجية
- والت وليامز على موقع مرجع كرة القدم المحترفة.كوم (الإنجليزية)